# Мелиса Дьонгел
Мелиса Дьонгел (родена на 18 септември 1999 г.) е турска актриса и модел. Най-известна е с ролята си на Дениз Челик в драматичния сериал Нашата история.

## Биография
Мелиса Дьонгел е родена на 18 септември 1999 г. Завършила е образованието си в Академията за изкуства Osman Yağmurdereli. Тя започва актьорската си кариера със сериала Намери ме,чиято премиера е през 2014 г. През 2016 г. тя изигра образа на Севтап в телевизионния сериал Hangimiz Sevmedik. През същата година тя играе образа на Нил в най-дългия турски сериал Опасни улици.
През 2018 г. тя изиграва образа на Дениз Челик в драматичната комедия Нашата история, където печели признание. В сериала Почукай на вратата ми, който започнва да се излъчва по FOX през 2020 г., тя се превъплъщава в образа на Джерен Башар. Дьонгел напуска сериала за няколко епизода поради проблем с червата. Има епизодична роля в сериала Мрежа от лъжи. Играе и в романтичната комедия Любов, логика, отмъщение.
В поддържащи роли тя представя емблематични жени като Мерилин Монро, Емел Саин, Седа Саян. Става част от актьорския състав на продължението на историческия сериал Barbaros Hayreddin: Sultanın Fermanı от сериала Barbaroslar: Akdeniz'in Kılıcı.
Със Серкай Тютюнчю тя играе в „Kusursuz Kiracı“ и „Кошница за пране“.
През юли 2021 г. е разкрито, че Дьонгел е участвала в съдебна битка срещу баща си за попечителството над по-малката ѝ сестра. Тя е била малтретирана от баща си като дете и по-късно той влиза в затвора.

## Филмография
| Телевизионен сериал | Телевизионен сериал                    | Телевизионен сериал | Телевизионен сериал |
| Година              | Заглавие                               | Роля                | Бележки             |
| ------------------- | -------------------------------------- | ------------------- | ------------------- |
| 2016 г.             | Опасни улици                           | Нил                 | Епизодична роля     |
| 2016 г.             | Hangimiz Sevdedik                      | Севтап              | Епизодична роля     |
| 2017 – 2018 г.      | Намери ме                              | Сюрея               | Поддържаща роля     |
| 2018 – 2019 г.      | Нашата история                         | Дениз Челик         | Поддържаща роля     |
| 2019 г.             | Aşk Ağlatır                            | Джемре Балабан      | Поддържаща роля     |
| 2020 – 2021 г.      | Почукай на вратата ми                  | Джерен Башар        | Поддържаща роля     |
| 2021 г.             | Мрежа от лъжи                          | Младата Хиджран     | Епизодична роля     |
| 2021 – 2022 г.      | Любов, логика, отмъщение               | Чаала Йълмаз        | Главна роля         |
| 2022 г.             | Kusursuz Kiracı                        | Лейла               | Поддържаща роля     |
| 2022 – 2023 г.      | Барбарос Хайредин: Султанински фермани | Миа де Луна         | Главна роля         |
| 2023 –              | Кошница за пране                       | Айлин               | Поддържаща роля     |
| Уеб сериали         |                                        |                     |                     |
| Година              | Заглавие                               | Роля                | Бележки             |
| 2022 г.             | Dünyayla Benim Aramda                  | Джерен              | Поддържаща роля     |
| Филми               |                                        |                     |                     |
| Година              | Заглавие                               | Роля                | Бележки             |
| 2023 г.             | Prestij Meselesi                       | Айшен               | Главна роля         |
| 2023 г.             | Любовна тактика 2                      | Фериде              | Поддържаща роля     |
| ?                   | Cem Karaca'nın Gözyaşları              | Емел Сайън          | Поддържаща роля     |